# سارا داونینگ
سارا داونینگ (انگلیسی: Sara Downing؛ زادهٔ ۲۶ آوریل ۱۹۷۹) بازیگر اهل ایالات متحده آمریکا است. وی از سال ۱۹۹۸ میلادی تاکنون مشغول فعالیت بوده‌است.
از فیلم‌ها یا برنامه‌های تلویزیونی که وی در آن نقش داشته‌است، می‌توان به سی‌اس‌آی: میامی، هرگز بوسیده نشده و پول کثیف اشاره کرد.